# Hans Wachtmeister (1609–1652)
Hans Wachtmeister, född troligen 9 september 1609 i Estland, död 23 juli 1652 i Stockholm, var en svensk friherre, militär och riksråd.

## Biografi
Hans Wachtmeister var son till lantrådet Claes Wachtmeister och Elisabeth Wrangel till Sauss. Vid 17 års ålder tog han tjänst vid det värvade finska kavalleriet, blev 1627 löjtnant och 1630 ryttmästare och deltog därunder i striderna i Livland och Polen. År 1630 var Wachtmeister chef för ett värvat kyrassiärkompani, som överskeppades till Tyskland, följande år blev han överstelöjtnant och 1637 överste för östgöta ryttare. Under den kritiska tid runt årsskiftet 1634–1635, då Johan Banérs värvade armé hotade att gå över till motståndarsidan, ställde sig Wachtmeister tillsammans med sitt väl disciplinerade och stridsdugliga regemente fullt lojal mot den svenska ledningen. Därigenom fick han Banérs stora förtroende, användes av honom i viktigare uppdrag och deltog med utmärkelse i hans framgångsrika operationer under de följande åren. En brytning inträffade dock 1639, då Banér inte utnämnde Wachtmeister till generalmajor. Förbigåendet var visserligen sakligt sett inte helt omotiverat men berodde även på en ganska utpräglad misstro mot balttyska officerare som Banér delade med många andra svenska adelsmän. Wachtmeister, som då lämnade armén, kom 1640 till Stockholm, där han samma år blev drottning Kristinas stallmästare och gunstling. Obalanserad i humöret kom han ofta i gräl med folk, men drottningen tog alltid hans parti. Han verkar ha tilltalat henne med sitt hurtiga sätt och manhaftiga uppträdande. Under danska kriget 1643–1645 blev Wachtmeister på nytt, nu som generalmajor av kavalleriet, utkommenderad och deltog med stor tapperhet men även grymhet i Gustaf Horns skånska fälttåg. Wachtmeister blev 1646 krigsråd och 1647 riksstallmästare samt erhöll nya donationer, bestående av jord i Sverige, Finland, Estland och Pommern. 1651 utnämndes han till riksråd och upphöjdes i friherrligt stånd som friherre av Björkö.

### Familj
Wachtmeister gifte isg 18 mars 1634 i Heilbronn, Tyskland med friherrinnan Agnes Margareta von Helmstedt (1613–1666), dotter till översten och geheimrådet Bleckert von Helmstedt och riksfriherrinnan Anna Margareta von Liebenstein. von Helmstedt var änka efter Fredrik von Hirschhorn. Wachtmeister och von Helmstedt fick tillsammans barnen Eva Juliana Wachtmeister (1639–1666) som var gift med riksrådet och kanslipresidenten greve Bengt Oxenstierna af Korsholm och Wasa, Christina Eleonora Wachtmeister (född 1640), generalguvernören greve Hans Wachtmeister af Johannishus (1641–1714), översten Adam Claes Wachtmeister, presidenten greve Axel Wachtmeister af Mälsåker (1643–1699), generallöjtnanten och landshövdingen Blechardt Wachtmeister (1644–1701) i Kalmar län, Anna Wachtmeister som var gift med översten och guvernören greve Gustaf Helmuth Lillie, generalmajoren Fritz Wachtmeister (1646–723), löjtnanten Gustaf Wachtmeister (1647–1671) vid Upplands regemente, Agnes Margareta Wachtmeister (född 1651) och fänriken Carl Wachtmeister (1653–1673) vid Livgardet.